# كلية غالغوتياس
كلية غالغوتياس، رسميا حرم جامعة غالغوتياس واحد هو مقر الشركة للمؤسسات التعليمية غالغوتياس (GEI) في نويدا الكبرى، أوتار براديش، الهند، التي تضم ثلاثة معاهد خاصة. تأسست في عام 1999 كمعهد غالغوتياس للإدارة والتكنولوجيا (GIMT)، وشملت في وقت لاحق كلية غالغوتياس للهندسة والتكنولوجيا (GCET) وكلية غالغوتياس للصيدلة (GCP).

## الحرم الجامعي
يقع كلية غالغوتياس بجوار محطة مترو حديقة المعرفة الثانية في جنوب غرب نويدا الكبرى، أوتار براديش، الهند. ويحتوي على خمس بنايات ومكتبة وملعب ومروجين وكافيتريا وورشة وبيوت للأولاد والبنات.

## 2017 حالة انتحار طالب
في سبتمبر 2017، تصدرت كلية غالغوتياس عناوين الصحف عندما انتحر طالب جامعي في السنة الأولى بسبب التعثر من قبل كبار السن. وحققت شرطة جوتام بوذا نجر في الانتحار.

## في الثقافة الشعبية
تم تصوير العديد من أفلام بوليوود داخل مبنى كلية غالغوتياس. تم إطلاق على كل من «قتل ديل» شاد علي (2014)، و«إياري» لنيراج باندي (2018)، و«م. س. دوني: القصة غير المروية» (2016)، و«ديشوم» لديفيد دهاوان (2016)، و«أترانجي ري» ل«أناند راي» (2021) في الحرم الجامعي.